# 찬수류
찬수류(賛首流, ?~?)는 백제의 장군이다.

## 생애
《남제서》에 따르면 490년, 북위의 탁발위(托跋魏)가 백제를 공격하자 사법명(沙法名)과 함께 막아냈으며, 495년에 제나라한테 이를 보고하자 제나라로부터 행안국장군벽중왕(行安國將軍壁中王)에 봉해졌다.

## 참고 자료
- 《남제서》